# 클레르 부아쟁
클레르 부아쟁(프랑스어: Claire Voisin, 1962년 3월 4일~)은 프랑스의 저명한 수학자이다. 대수기하학과 호지 이론에 큰 기여를 했다.

## 같이 보기
- 대수기하학
- 호지 이론